# Vologases VI
Vologases VI, död 228, var kung av Partherriket mellan 208 och 228. Han tillhörde arsakidernas dynasti. 